# Neoitamus belokobylskii
Neoitamus belokobylskii är en tvåvingeart som beskrevs av Pavel Lehr 1999. Neoitamus belokobylskii ingår i släktet Neoitamus och familjen rovflugor. Inga underarter finns listade i Catalogue of Life.